# آکیکو یادا
آکیکو یادا (انگلیسی: Akiko Yada؛ زادهٔ ۲۳ دسامبر ۱۹۷۸) یک هنرپیشه اهل ژاپن است. 